# 인지 모델
인지 모델(Cognitive model) 또는 인식 모델은 이해와 예측을 목적으로 인간이나 다른 동물의 하나 이상의 인지 과정을 근사화한 것이다. 인지 모델에는 다양한 유형이 있으며 상자 화살표 다이어그램부터 일련의 방정식, 인간이 작업을 완료하는 데 사용하는 것과 동일한 도구(예: 컴퓨터 마우스 및 키보드)와 상호 작용하는 소프트웨어 프로그램에 이르기까지 다양하다. 정보처리 측면에서 인지 모델링은 인간의 지각, 추론, 기억, 행동을 모델링하는 것이다.

## 인지적 구조와의 관계
인지 모델은 인지적 구조 내에서 또는 인지적 구조 없이 개발될 수 있지만 두 가지가 항상 쉽게 구별되는 것은 아니다. 인지적 구조와 달리 인지 모델은 단일 인지 현상이나 프로세스(예: 목록 학습), 두 개 이상의 프로세스가 상호 작용하는 방식(예: 시각적 검색 bsc1780 의사 결정) 또는 특정 작업에 대한 행동 예측에 초점을 맞추는 경향이 있다. 또는 도구(예: 새로운 소프트웨어 패키지를 도입하는 것이 생산성에 어떤 영향을 미치는지) 인지적 구조는 모델링된 시스템의 구조적 속성에 초점을 맞추는 경향이 있으며 아키텍처 내에서 인지 모델의 개발을 제한하는 데 도움이 된다. 마찬가지로 모델 개발은 아키텍처의 한계와 단점을 알리는 데 도움이 된다. 인지 모델링을 위한 가장 널리 사용되는 아키텍처로는 ACT-R, Clarion, LIDA 및 Soar가 있다.

## 역사
인지 모델링은 역사적으로 인지 심리학/인지 과학(인적 요소 포함) 내에서 개발되었으며, 특히 기계 학습 및 인공 지능 분야에서 기여를 받았다.